# كأس ديفيز 1951
كأس ديفيز 1951 هو الموسم 40 من  كأس ديفيز. فاز فيه منتخب أستراليا لكأس ديفيز.